# نیمایما
نیمایما (انگلیسی: Nimaima)یک منطقه مسکونی در کشور کلمبیا است.